# Davylamp

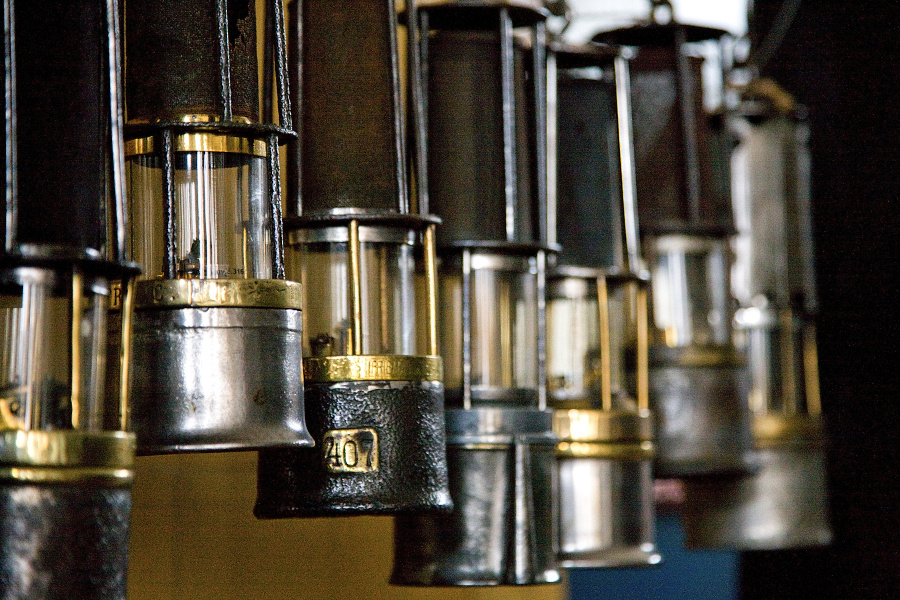
Davylampen

De davylamp, ook wel davy genoemd (en in de Grote Van Dale ook wel daviaan), is een veiligheidslamp die in 1815 is uitgevonden door Sir Humphry Davy. Met de lamp kan de aanwezigheid van gevaarlijke gassen als methaan en koolstofdioxide in een ondergrondse kolenmijn worden vastgesteld.
De oorspronkelijke door Davy bedachte mijnlamp brandde op olie, later werd benzine als brandstof gebruikt. Aanvankelijk was deze lamp bedoeld om als veilige lichtbron in de mijnen te dienen. Met de komst van elektrische mijnlampen werd de davylamp als lichtbron steeds minder belangrijk. Voor gasdetectie bleef deze echter in gebruik. Het meten van mijngas met behulp van een benzinelamp werd de norm in veel steenkolenmijnen.

## Licht in de mijnen

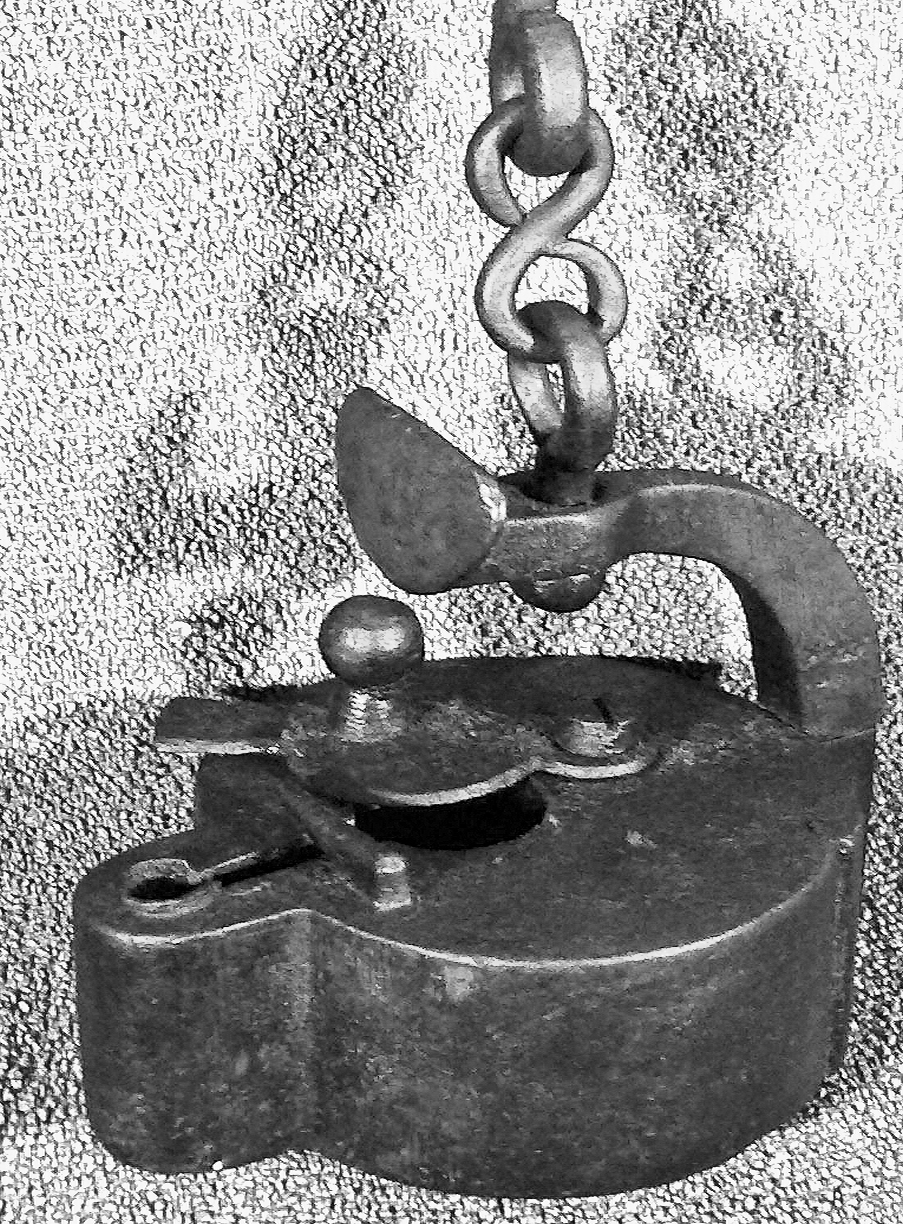
Olielampje, zoals gebruikt in de mijnen

Hoe dieper in de grond hoe donkerder het wordt. Mensen zijn van nature niet uitgerust om in een ruimte met beperkt licht te functioneren. Bij de prehistorische vuursteenmijnen van Rijckholt - Sint Geertruid zien we meerdere ondiepe schachten naast elkaar. Hoe verder van de schacht verwijderd hoe minder licht, totdat niet meer gewerkt kon worden en er een nieuwe schacht werd gemaakt. Uit proeven in Rijckholt is gebleken dat, zonder kunstmatig licht, de maximaal werkbare diepte, afhankelijk van de lichtere of donkerdere kleur van het gesteente, circa 12 meter bedraagt. Nadat de mens vuur had leren aanmaken, werden voor het werk in de mijnschachten kaarsen, vetschaaltjes, olielampen en carbidlampen gebruikt.

#### Olielamp
In de beginjaren van de mijnbouw werden voor het verlichten van de mijngangen op plaatsen waar geen mijngas aanwezig was en ook niet vrijkwam, bijna uitsluitend olielampen aangewend. Als brandstof werd zuivere raapolie, of raapolie vermengd met petroleum gebruikt. Het feit dat raapolie vier keer zo duur was als petroleum, gaf de doorslag om tot een mengsel over te gaan. Het gebruik van zuivere petroleum was geen optie, omdat dit de vlam dusdanig deed walmen dat niet verder kon worden gegaan dan een mengsel van gelijke delen olie en petroleum. De lampjes die men hiervoor gebruikte waren vrij eenvoudig, en de lichtsterkte ervan was niet groot. Een stap in de richting van 'meer licht' was de ingebruikname van de carbidlamp.

#### Carbidlamp
Calciumcarbide, ook wel carbid genoemd, vormt met water acetyleengas (C2H2). In de 19e eeuw brandde men het gas in 'acetyleenlampen' (Carbidlampen), ze werden onder meer gebruikt voor verlichting in de huizen. Het gasvormige hydrocarbonaat is kleurloos, heeft een sterke lookgeur, het is onstabiel, hoog ontvlambaar en het produceert een zeer hete vlam (meer dan 3000°C) in de aanwezigheid van zuurstof. De hete vlam geeft een helder wit licht, de lichtsterkte van een acetyleenlamp is drie à vier keer zo groot als die van een olielamp. De grote lichtsterkte, en de goedkope bereiding maakten het acetyleengas voor verlichtingsdoeleinden bijzonder geschikt, hierdoor werden de raapolielampen spoedig verdrongen. Evenals de olielampen konden deze carbidlampen uitsluitend dienstdoen in mijngasvrije mijnen.

#### Elektrische mijnlamp
Het heeft tot 1918 geduurd voordat bruikbare elektrische, draagbare mijnlampen werden ingevoerd. Deze zogenaamde potlampen bestaan uit een ronde metalen behuizing aan de onderzijde, met daarin een accu. Aan de bovenzijde bevindt zich de fitting met reflector en lampje, beschermd door een koepelglas. De eerste lampen voldeden niet goed, ze werden echter spoedig vervangen door betere typen. Nadien werden deze handlampen grotendeels vervangen door helmlampen. Deze lamp, die een mijnwerker op zijn helm kan aanbrengen, is met een snoer verbonden met de accu die aan de broekriem wordt gedragen. Om een doelmatige verlichting van het ondergrondse mijnbedrijf te bewerkstelligen, werden later steengangen, pijlers, en verschillende andere belangrijke werkpunten zoals laadplaatsen, voorzien van elektrische verlichting.

## Mijngas- en kolenstofexplosies

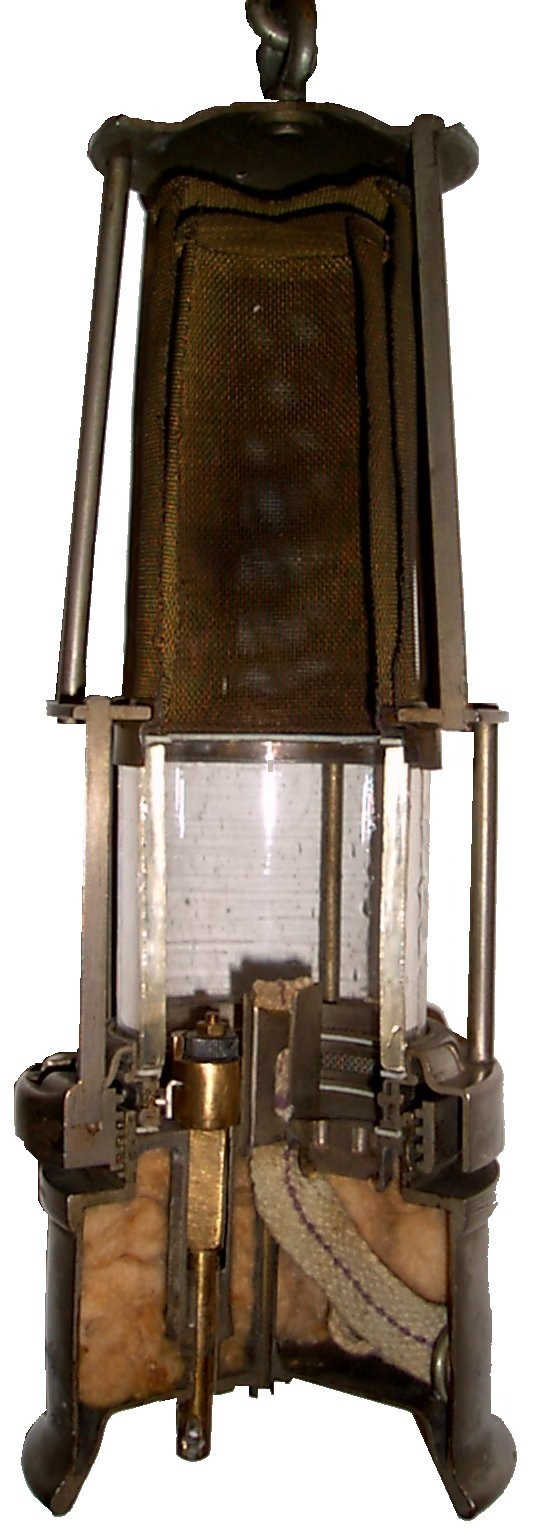
Doorsnede van een benzinelamp

#### Mijngas
In steenkolenmijnen komt veelvuldig mijngas voor, een gasmengsel dat voor meer dan 93 procent uit methaan bestaat. Methaan (CH4), is kleur-, smaak- en reukloos en niet giftig. Het is ontdekt door Alessandro Volta in 1778. Mijngas is echter zeer brandbaar, en bij bepaalde mengverhoudingen met lucht explosief (4½% - 14%).
Open vuur in een kolenmijn kan grote gasexplosies veroorzaken, de gevolgen zijn meestal desastreus. Behalve door een open vlam, kan het mijngas ontstoken worden door beschadigde benzinelampen, door het schieten in de kool, door elektrische vonken, en door mijnbranden.
Mijngas ontstaat bij de inkoling van plantenresten. Doordat de kolenlagen met allerlei aard- en gesteentelagen zijn bedekt, kan het gas niet ontwijken en verzamelt het zich in de kolen, plaatselijk soms onder hoge druk. De uitstroming van mijngas uit de kolen begint zodra de kolenlagen worden ontsloten. In de regel zal de uitstroming langzaam en regelmatig zijn, het is echter ook mogelijk dat plotseling in korte tijd grote hoeveelheden gas vrijkomen. Omdat het maar half zo zwaar is als lucht, zal het naar hoger gelegen plaatsen stijgen en zich daar verzamelen. Om het vrijkomende mijngas voldoende te verdunnen en af te voeren, dient de mijn te beschikken over een goede luchtverversing.
Bij een mijngaspercentage tussen 4½ en 14% is het mengsel ontplofbaar. Een ontploffing is het hevigst, wanneer ongeveer 9½% mijngas in de lucht aanwezig is. Bevat de lucht minder dan 4½% of meer dan 14% mijngas, dan is zo’n mengsel theoretisch niet meer ontplofbaar. Ongevaarlijk is een mengsel van meer dan 14% mijngas in de mijn echter niet. Afgezien dat het zuurstofgehalte voor de ademhaling te gering kan worden, moet er tevens ergens een grenszone aanwezig zijn, waar het percentage mijngas zover is gedaald, dat het mengsel in die zone ontplofbaar is. Mengsels met minder dan 4½% mijngas mogen ook niet als ongevaarlijk worden beschouwd. Er is dan immers een bron voorhanden, vanwaar het mijngas vrijkomt. Hierdoor kan het percentage mijngas toenemen waardoor alsnog een ontplofbaar mengsel ontstaat.

#### Kolenstof
Ook kolenstof, dat veel vluchtige bestanddelen bevat, is een gevaar waarmee in een steenkolenmijn rekening moet worden gehouden. Het kan, onder bepaalde omstandigheden, een kolenstofexplosie veroorzaken.
Kolenstof ontstaat bij de koolontginning en bij het vervoer. Het ontstane, zeer fijne, kolenstof zet zich gedeeltelijk ter plaatse af, de rest wordt door de luchtstroom meegevoerd en zet zich elders in de mijn af. Na verloop van tijd zal zich een gevaarlijke hoeveelheid in de vervoerswegen verzameld hebben.
Wanneer dit kolenstof tot een stofwolk wordt opgewaaid, kan het tot ontploffing komen. Daartoe moet echter een tamelijk dichte kolenstofwolk aanwezig zijn en een vlam, die in deze stofwolk slaat. Gewoonlijk is een mijngasontploffing de oorzaak van een kolenstofontploffing. Ook door het schieten in de kool kan het kolenstof ontstoken worden. Door de drukgolf zal het overal in de mijn aanwezige kolenstof worden weggeblazen. Deze stofwolk kan op zijn beurt ontsteken. Hierdoor kan een kettingreactie van kolenstofexplosies ontstaan. Deze kunnen zich voortplanten door de gehele mijn.
In een kolenmijn dient daarom behalve mijngas, ook kolenstof bestreden te worden. Veel toegepaste bestrijdingsmethoden zijn het besproeien met water en het bestuiven met steenstof. Door het besproeien met water wordt kolenstofontwikkeling bij de bron tegengegaan, terwijl door bestuiven het kolenstof onschadelijk wordt gemaakt. Veelvuldig genomen proeven hebben namelijk uitgewezen dat, wanneer een mengsel van kolenstof en steenstof, 50% of meer steenstof bevat, dit mengsel niet meer ontplofbaar is.
Preventief zijn in de galerijen vaak steenstofkasten aangebracht. Deze bestaan uit losliggende planken met daarop een hoeveelheid steenstof. Bij een explosie zal door de drukgolf het steenstof opwaaien en een dichte stofwolk vormen, waarin de vlam, die steeds achter de luchtstoot aankomt, wordt verstikt. Door de verstuiving van het steenstof wordt het percentage kolenstof zover verlaagd, dat de kans op ontsteking zeer klein is en een kettingreactie wordt gestopt.

## Davylamp

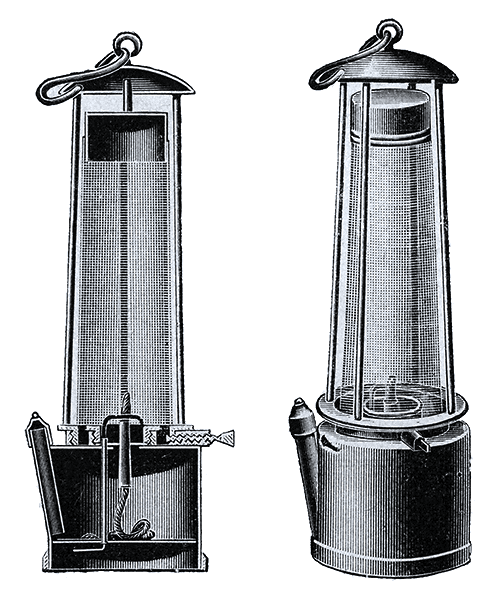
Oorspronkelijk ontwerp van een davylamp: een oliebrander met daarboven een fijnmazige gaaskap

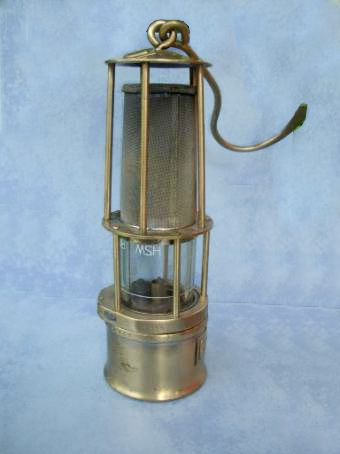
Benzinelamp met vuursteenontsteking (opzichtersuitvoering)

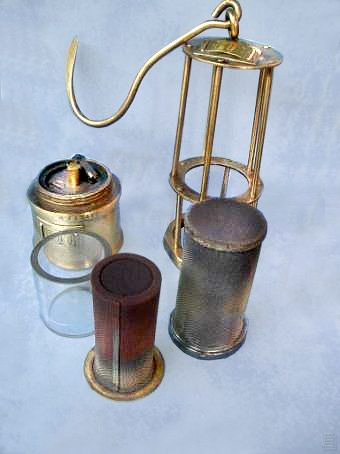
Onderdelen benzinelamp (met dubbele gaaskap)

De veiligheidslamp is het middel, dat de mijnwerker ter beschikking staat om ergens mijngas aan te tonen en de hoeveelheid ervan ongeveer te bepalen.

#### Werking
De principiële werking van deze mijnlamp berust op het hoge warmtegeleidingsvermogen van het koper waaruit de gaaskap is gemaakt. Bij aanwezigheid van mijngas, zal dit in de lamp gaan branden. Boven het vlammetje van de lamp zal zich een lichtblauwe kegel (mijngasvlam) vormen, die langer is naarmate er meer mijngas in de lucht aanwezig is. Aan de hand van de lengte van deze vlam, kan de mijnwerker het globale mijngaspercentage vaststellen. Het brandend mijngas in de lamp kan niet door de gaaskap heenslaan, omdat de hitte van de vlam wordt afgevoerd door het kopergaas. De temperatuur van de naar buiten tredende verbrandingsgassen is hierdoor sterk afgenomen, en niet hoog genoeg meer om het gas buiten de lamp te ontsteken. In een mengsel met meer dan 5% mijngas zal de vlam van de benzinelamp doven. Het mijngas blijft echter in de gaaskap doorbranden als de lamp in zulk mijngas-luchtmengsel wordt gelaten. Bij een mijngaspercentage van meer dan 14% zal de lamp geheel doven door gebrek aan zuurstof. Door onoordeelkundig gebruik kan de gaaskap gaan gloeien, hierdoor ontstaat een levensgevaarlijke situatie doordat het mijngas buiten de lamp kan worden ontstoken. Voor de veiligheid is de gaaskap daarom meestal dubbel uitgevoerd.

#### Verbeteringen
De door Davy uitgevonden mijnlamp was zeer eenvoudig, hij bestond in feite uit een oliebrander met daarboven een gaaskap. De veiligheid van deze lamp tegen mijngas werd aanvankelijk sterk overschat. Het aantal mijngasontploffingen in de Engelse mijnen was na invoering van deze zogenaamde veiligheidslamp niet af- maar toegenomen. Spoedig daarna zag men in, dat de lamp geen absolute veiligheid bood. Veilig was deze slechts in zeer matig bewegende gevaarlijke mengsels. Zodra het gasmengsel met een snelheid van slechts 1,7 meter per seconde langs de lamp stroomde, of de lamp met dezelfde snelheid door het gasmengsel werd bewogen, kon een ontsteking van het mijngas door de draadkap volgen. Aan deze davylamp kleefde verder het nadeel van een zeer geringe lichtopbrengst. De gaaskap, die de vlam van alle kanten afschermde, liet slechts circa 30% licht door.
Een aanmerkelijke verbetering was het aanbrengen van een hittebestendige glascilinder tussen brandstofreservoir en gaaskap, hierdoor verdrievoudigde de lichtopbrengst. Ook werd de veiligheid aanzienlijk verbeterd, omdat de vlam door de beschutting van het glas, niet meer met elke luchtbeweging tegen de draadkap sloeg. Deze lamp werd onder de naam Clanny- of Botylamp in de handel gebracht.
In België, een ander toonaangevend kolenland van die tijd, was het de mijningenieur Mueseler die een verbeterde davylamp invoerde. Zijn Mueselerlamp was net als de lamp van Clanny voorzien van een glascilinder, maar week er in zoverre vanaf, dat binnen de gaaskap een klein schoorsteentje was aangebracht om de verbrandingsgassen naar het bovenste gedeelte van de gaaskap te voeren. Een kenmerk van deze mijnlamp is, dat deze dooft indien het luchtmengsel explosief wordt. Hoewel zeer veilig, bleek de lamp toch kwetsbaar omdat ze regelmatig voortijdig uitdoofde, en zodoende voor 'vals alarm' zorgde. Behalve in België, waar deze enige tijd verplicht werd voorgeschreven, werd de lamp ook in enkele mijnen in Frankrijk en Engeland gebruikt.
Een groot euvel van de bestaande mijnlampen was het ontbreken van een inwendige ontsteking. Immers, was de lamp eenmaal gedoofd, dan mocht deze ondergronds niet geopend en opnieuw ontstoken worden. De Duitser Carl Wolf slaagde erin om dit, en nog andere gebreken op te lossen. De olie in de lamp werd vervangen door benzine. Deze licht ontvlambare brandstof maakte het mogelijk, om door middel van een vonk, de pit van buiten af tot ontsteking te brengen. Een goede optie was een benzinebrander in combinatie met een vuursteenontsteking. Veel later is de vuursteenontsteking vervangen door een elektrische ontsteking die gevoed werd door een batterij. Een ander belangrijk voordeel van benzine als brandstof bestaat daarin, dat een benzinevlam een helderder licht uitstraalt dan een olievlam. Bovendien zal door de verbranding van benzine de lamp minder snel vervuilen, waardoor de lichtsterkte gedurende langere tijd nauwelijks afneemt. Bij olielampen daarentegen zal, door het walmen van de vlam, de lichtsterkte aanzienlijk verminderen.
De aanvankelijk geopperde bedenkingen tegen lampen brandend op benzine, bleken niet steekhoudend te zijn. Een benzinelamp biedt een even grote veiligheid tegen mijngasgevaar als een olielamp. Ook ontstaat er geen groter ontploffings- of brandgevaar daar de benzine niet in vloeibare, maar in gebonden toestand in de lamp aanwezig is. Dit komt omdat het brandstofreservoir geheel met watten gevuld is, en slechts met zoveel benzine voorzien wordt dat deze volkomen door de watten wordt opgezogen.
Een verdere verbetering die Wolf aanbracht, was de magneetsluiting. Deze verving de tot dan toegepaste systemen, zoals bajonetsluitingen met schroeven, voorzien van een driekante kop. De magneetsluiting, die met behulp van een zware magneet ontgrendeld wordt, maakt het vrijwel onmogelijk dat onbevoegden de lamp kunnen openen. Deze methode is later ook toegepast bij de accu's van de elektrische mijnlampen. Behalve door de firma Friemann & Wolf te Zwickau, zijn de benzinelampen met inwendige ontsteking en magneetsluiting later ook door andere bedrijven vervaardigd en op de markt gebracht.
Ook de gaaskap was een zwak punt. Om deze te beschermen werd een tweede gaaskap in een zwaardere uitvoering, of een plaatstalen kap voorzien van luchtgaten, eroverheen geplaatst. Deze laatste voorziening, de zogenaamde Marsautmantel, biedt een zeer solide bescherming, maar heeft als nadeel dat de gaaskap grotendeels aan het zicht onttrokken wordt . Bij mijngasmetingen kan dit bezwaarlijk zijn, omdat men bepaalde hoeveelheden mijngas niet meer kan meten. Om dit te ondervangen zijn er lampen ontworpen met een mica kijkglas in de mantel, om zodoende zicht te houden op de vlam in de gaaskap.
De mijnlamp was ook een dankbaar statussymbool. De beambten hadden een koperen of messing lamp, dikwijls iets kleiner uitgevoerd. De arbeiders hadden een massieve ijzeren uitvoering. Hoge beambten gebruikten een vernikkelde messing lamp.

## Mijnlamp van George Stephenson
Nagenoeg gelijktijdig ontwikkelde George Stephenson een (deels) vergelijkbare lamp, die bekend werd als de Geordie lamp. Davy en zijn aanhangers beschuldigden Stephenson er later van, Davy's uitvinding gekopieerd, zo niet gestolen te hebben. Beide lampen hadden hun sterke en zwakke punten; de Geordie lamp bleef in gebruik in mijnen in Noord-Oost Engeland; de Davylamp werd wereldwijd gebruikt (tot de komst van elektrische verlichting in mijnen). De term Davylamp werd in feite synoniem voor iedere mijnlamp. Stephenson richtte zich hierna, met succes, op de ontwikkeling en bouw van locomotieven en de aanleg van spoorwegen.

## Benzinelamp en mijngasinstructie

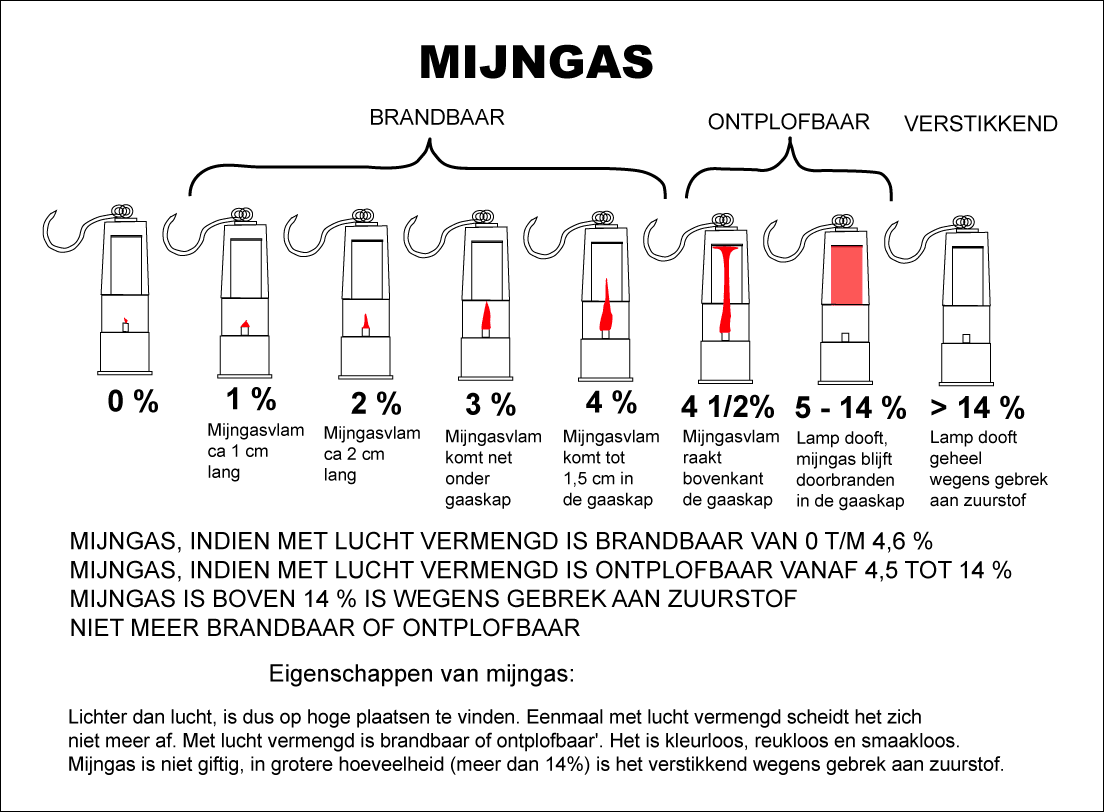
Benzinelamp en mijngasinstructie

Alleen voldoende geïnstrueerde, daarvoor aangewezen ondergronders droegen een benzinelamp bij zich, en mochten hiermee metingen verrichten. Te denken valt aan: toezichthoudend personeel, schiethouwers en personeel van de ventilatiedienst.

### Mijngasinstructie
- De benzinelamp wordt brandend meegenomen. Hij dient dan voor verlichting. De wik staat hoger zodat een gele lichtgevende vlam aanwezig is.
- De werkplek moet opgeruimd zijn om struikelen tijdens de meting te voorkomen.
- Voordat men gaat meten wordt de wik omlaag gedraaid zodat een klein vlammetje overblijft in de vorm van een druppel.
- Om een beter zicht op de vlam te hebben, dient eventuele elektrische verlichting te worden gedoofd.
- Voor de mijngasmeting plaatst men de lamp in de palm van de hand, daarna tast men rustig de ruimte aan het plafond af. Mijngas is lichter dan lucht.
- Dooft de lamp per ongeluk, dan mag deze nooit ontstoken worden op een plaats waar zich mijngas kan bevinden.
- Bij het constateren van mijngas dient men abrupte bewegingen te vermijden, de vlam kan anders door de gaaskap slaan.
- De benzinelamp is ook geschikt voor het vaststellen van kooldioxide (koolzuurgas, CO2). Koolzuurgas is zwaarder dan lucht.
- Bij een koolzuurgasmeting wordt de lamp aan de haak vastgehouden, vervolgens tast men rustig de vloer af. Bij aanwezig koolzuurgas zal de lamp doven.
- Bij weeromslag, een depressie, bestaat een verhoogde kans op gasuitstroom. Als waarschuwing brandt dan bij de schacht de rode lamp.

## De Rein Bettink-collectie
De Rein Bettink-collectie is onder andere een collectie authentieke mijnlampen. De collectie bestaat uit meer dan 150 benzinelampen en potlampen, die te bezichtigen zijn in het Nederlands Mijnmuseum in Heerlen.

## Trivia
Het Belgische muntstuk van 50 centiem (halve Belgische frank) dat in omloop was van 1952 tot 2002 toonde het hoofd van een mijnwerker en een brandende davylamp.